# Conjunto de música ligera de Wangjaesan
El Conjunto de música ligera de Wangjaesan (Hangul: 왕 재산 경음악단; MR:  Wangjaesan Kyŏngŭmaktan) es un grupo de música ligera (gyeongeumak) de Corea del Norte. Es uno de los dos grupos de música popular (con Conjunto Electrónico de Pochonbo) que fueron establecidos por Corea del Norte en la década de 1980, ambos con el nombre de lugares donde Kim Il-sung luchó contra los japoneses en la década de 1930.  Toma su nombre del monte Wangjae en Onsong-gun, provincia de Hamgyong del Norte, en la frontera con China, donde se dice que Kim Il-sung celebró una reunión para actividades antijaponesas en 1933.
La banda fue establecida por el líder norcoreano Kim Jong-il el 22 de julio de 1983. Su música se transmitía a menudo a través de canales de la estación central de radiodifusión coreana, como Radio Pyongyang. La Compañía de Danza Wangjaesan es parte del grupo.

## Presuntas ejecuciones y disolución
El 29 de agosto de 2013, el diario surcoreano The Chosun Ilbo informó que miembros clave del Conjunto de música ligera de Wangjaesan fueron obligados a presenciar el fusilamiento de otros músicos y bailarines de su banda, así como miembros de la Orquesta Unhasu y la cantante Hyon Song-wol, por orden de Kim Jong-un. Posteriormente se disolvió la banda. Sin embargo, algunos expertos dudaron de esta afirmación, como Barbara Demick, autora de Nothing to Envy. Demick le dijo a Business Insider «...es difícil confiar en estas cosas. Hay mucha desinformación deliberada». Chad O'Carroll de NK News, un sitio web de analistas de Corea del Norte, declaró: «Debes recordar que muchas veces la fuente es surcoreana y les interesa distorsionar o quizás tejer la verdad de vez en cuando». John Delury, de la Universidad Yonsei en Seúl, dijo a The Guardian: «Estas cosas ocurren regularmente en los medios de comunicación y luego se vuelven virales rápidamente. Hay un apetito global por cualquier historia de Corea del Norte y cuanto más lascivas, mejor. Algunas de ellas probablemente sean ciertas, pero muchas probablemente no lo sean». Delury también agregó: «Los estándares normales del periodismo se tiran por la ventana porque la actitud es: "Es Corea del Norte, nadie sabe lo que está pasando allí"». Más tarde se demostró que Hyon Song-wol estaba viva.
Los informes surcoreanos llegaron aproximadamente un mes después de que el Comité Central del Partido de los Trabajadores de Corea emitiera un mensaje de felicitación de aniversario a la compañía.

## Reaparición
En octubre de 2015, la banda se reunió para la serie de conciertos «Songs Full of Memories» (febrero-marzo) y la actuación conjunta con «Great Party, Rosy Korea».

## Miembros
- Ryom Cheong: Ha interpretado canciones como «Chung Il-bong's Thunder», «Reported Soul», «Live with the Future», «General's Frontline», «Pyongyang News».
- Kim Hwa-suk: Conocido por «El seno de nuestro país».
- Hwang Suk-kyong: «El socialismo es nuestro».
- Oh Jong-yun: Conocido por «El follaje es rojo», canción popular «Moranbong».